# Törzscímer
Névváltozatok: 
la: symbolum scutarium purum, fr: armoiries pures, armoiries pleines, de: Hauptwappen, Stammwappen 
en: pronominal arms

Rövidítések

A törzscímer az, amelyet csak az idősebb ágnak van joga viselni. Más értelemben az a címer, melyet egy család 
elsőként vett használatba. Ez általában csak egy osztatlan, egyszerű szerkezetű címer volt, mindössze néhány címerábrával. Az idők folyamán az egyes családi ágakban ez különféle változtatásokon, címertörésen, címerjavításon stb. mehetett át, más címerek elemeivel egészülhetett ki, és a kiinduló címernél jóval bonyolultabbá válhatott.